# Oleg Sjatov
Oleg Alexandrovitj Sjatov (ryska: Олег Александрович Шатов), född 29 juli 1990 i Nizjnij Tagil, är en rysk fotbollsspelare som spelar för Rubin Kazan. Han har även spelat för Rysslands fotbollslandslag.

## Karriär
Den 29 juli 2020 värvades Sjatov av Rubin Kazan, där han skrev på ett tvåårskontrakt med option på ytterligare ett år.